# Machilus miaoshanensis
Machilus miaoshanensis là loài thực vật có hoa trong họ Nguyệt quế. Loài này được F.N. Wei & C.Q. Lin miêu tả khoa học đầu tiên năm 1988.